# Ásdís (Vorname)
Ásdís ist ein weiblicher Vorname.

## Herkunft und Bedeutung
Der Name wird in Skandinavien und vor allem in Island verwendet und ist altnordischen Ursprungs. Er ist abgeleitet von den altnordischen Elementen áss (Gott) und dís (Göttin).

## Bekannte Namensträgerinnen
- Ásdís (* 1993), isländische Sängerin
- Ásdís Hjálmsdóttir (* 1985), isländische Speerwerferin
- Ásdís Thoroddsen (* 1959), isländische Regisseurin, Produzentin und Schriftstellerin